# Villers-le-Lac
Villers-le-Lac là một xã của tỉnh Doubs, thuộc vùng Bourgogne-Franche-Comté, miền đông nước Pháp.

## Geography
The commune lies in the Jura mountains on the Swiss border.

## Dân số
| 1962                                              | 1968 | 1975 | 1982 | 1990 | 1999 | 2007 |
| ------------------------------------------------- | ---- | ---- | ---- | ---- | ---- | ---- |
| 3728                                              | 3828 | 4428 | 4142 | 4203 | 4196 | 4453 |
| Starting with 1962: Population without duplicates |      |      |      |      |      |      |